# Полякова Ольга Юріївна
О́льга Ю́ріївна Поляко́ва (більш відома як Оля Полякова; нар. 17 січня 1979, Вінниця, УРСР) — українська акторка, співачка, блогерка і телеведуча. Переможець другого сезону «Народної зірки», учасниця четвертого сезону «Танців з зірками», ведуча шоу «Зоряні яйця», тренер «Ліги сміху» (2016—2019), детектив телешоу «Маска».

## Ранні роки
Народилася в місті Вінниці 17 січня 1979 року. Вітчим — дипломат, мати — лікарка-педіатриня.
Закінчила СЗОШ № 13 у Вінниці та музичну школу за класом фортепіано, Вінницьке училище культури і мистецтв за класом хорового диригування, а також Київський університет культури і мистецтв за класом естрадного вокалу.
Закінчила Національну музичну академію України ім. Чайковського, має диплом оперної співачки. Діапазон голосу — 3 октави.

## Кар'єра

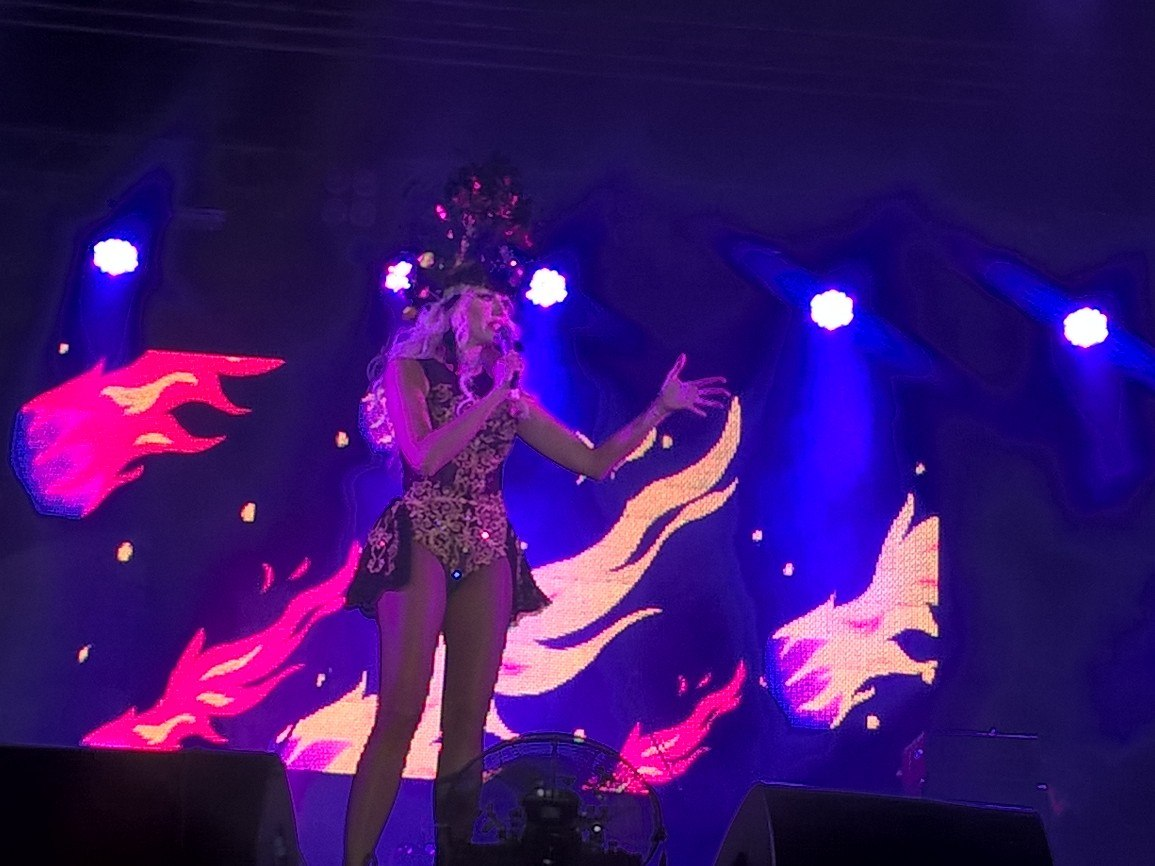
Концерт у Маріуполі, 2016

### Музика
Полякова розпочала музичну кар'єру наприкінці 1990-х, ставши лавреаткою фестивалів «Море друзів» (Ялта) та «Крізь терни до зірок» (Черкаси). У 2000 році у співпраці із «КМ Студія» випустила відео на пісню «Так не бывает», яка увійшла до ротації програми «Територія А». У 2001 році на «КМ Студії» вийшов її дебютний компакт-диск «Приходи ко мне», на підтримку якого було знято ще три відеокліпи «Мальви», «Цілуй мене» та «Даром — дам».
У 2005 році почала співпрацю з Олександром Ревзіним, випустила спільний альбом зі співачкою Любашею і записала пісню «Обними меня» з Денисом Клявером («Чай вдвоем»).
У 2008 році випущено максісингл «Суперблондинка», в якому з'явився новий образ Полякової.
У 2011 році вийшла пісня «Алло» — дует Полякової з Людмилою Гурченко.
Наприкінці 2012 року почала співпрацю з Михайлом Ясинським, директором компанії «EA SecretService», одягла кокошник і випустила трек «RussianStyle». Трек став популярним в СНД та Південній Кореї, Полякова зняла англомовну версію кліпу й провела гастролі в Сеулі.
У травні 2013 року Полякова випустила трек «#Шлёпки», кліпом займався продюсерський центр Олексія Потапенка Mozgi Entertainment. Згодом вийшов трек «Люлі».
У 2023 році Оля Полякова співпрацює зі шведським музичним продюсером Андерсом Генсоном та Олександром Бардом. У дуеті з легендарним шведським поп-гуртом Army Of Lovers Полякова записала спільний трек. Дуетний трек "Love is blue" увійде до нового альбому Army Of Lovers, який гурт випустить уперше за 10 років.

### Телебачення
У 2010 році Полякова з Сергієм Лобом перемогла у другому сезоні шоу «Народна зірка» на телеканалі «Україна». У третьому і четвертому сезонах проєкту вона була ведучою арткафе шоу.
У 2011 році з Георгієм Делієвим взяла участь у другому сезоні проєкту «Зірка + Зірка» на телеканалі 1+1, дует посів друге місце. Цього ж року телеканал «М1» запустив шоу «Привіт, декрет!», присвячене вагітності.
Полякова брала участь в українській версії шоу «50 блондинок» — «Хто проти блондинок?», членкиня журі шоу «Парад порад» на «Новому каналі», коментаторка шоу телеканалу «ТЕТ» «Богиня шопінгу».
В 2011 та 2012 роках Полякова з російським телеведучим Іваном Ургантом вела церемонію «VIVA! Найкрасивіші».
У 2013 році перемогла на шоу перевтілень «Як дві краплі» на каналі «Україна». За час участі в проєкті з'являлася перед журі в різних образах, таких як Філіп Кіркоров, Тамара Гвердцителі, Наталія Могилевська, Леді Гага, Луї Армстронг, Григорій Лепс, Анна Герман, Алла Пугачова, Маша Распутіна, Софія Ротару, Тіна Тернер і Елла Фіцджеральд.
У 2015 році увійшла до складу журі українського музичного шоу «Співай як зірка» на телеканалі Україна.
З лютого 2019 року суддя у телевізійному шоу «Дивовижні люди» на телеканалі «Україна».
В 2019 році суддя 10 сезону проєкту «X-Фактор» на телеканалі «СТБ».
В 2021 році стала зірковою детективкою української адаптації міжнародного формату «Masked Singer» на телеканалі «Україна» «Маска».
В 2021 році стала тренеркою 12-го сезону вокального проєкту «Голос країни» на телеканалі «1+1».

### Від початку повномасштабного вторгнення

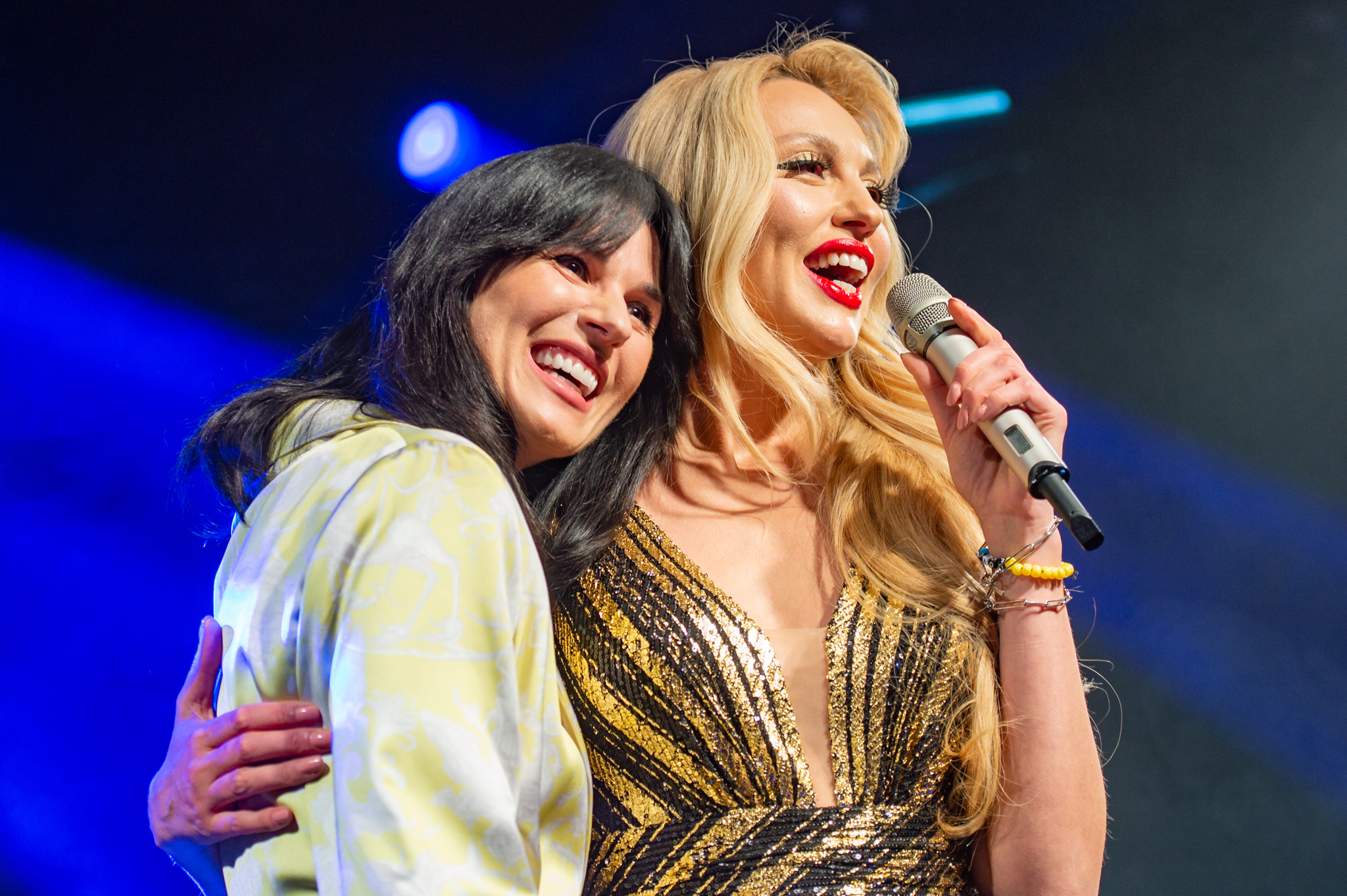
Оля Полякова і Маша Єфросиніна на благодійному концерті, 2022 рік

Після повномасштабного російського вторгнення 2022 року Полякова перейшла на українську мову й почала займатися волонтерськими проєктами на потреби ЗСУ. Засуджувала мовчання росіян, з якими мала ділові стосунки.
Полякова стала амбасадоркою благодійного проєкту «Дитинство без війни», спрямованого на евакуацію дітей-сиріт із зони бойових дій.

## Політика
Засновниця партії «Партія білявок». В травні 2019 року Полякова заявила, що створює «першу в Україні партію жінок».

## Особисте життя
- Чоловік Вадим Буряковський — бізнесмен, одружені з 2004 року[22][23][24]
- Двоє дітей: Марія (нар. 2 березня 2005), Аліса (нар. 5 жовтня 2011)[25]

Має двоповерховий будинок з ділянкою площею 30 соток. На території є стайня з тваринами, теплиця.
Активна блогерка у Instagram, приховувала свій вік до 2022 року. З 2011 року веде YouTube-відеоблог про життя, кулінарію тощо.

## Дискографія

### Альбоми

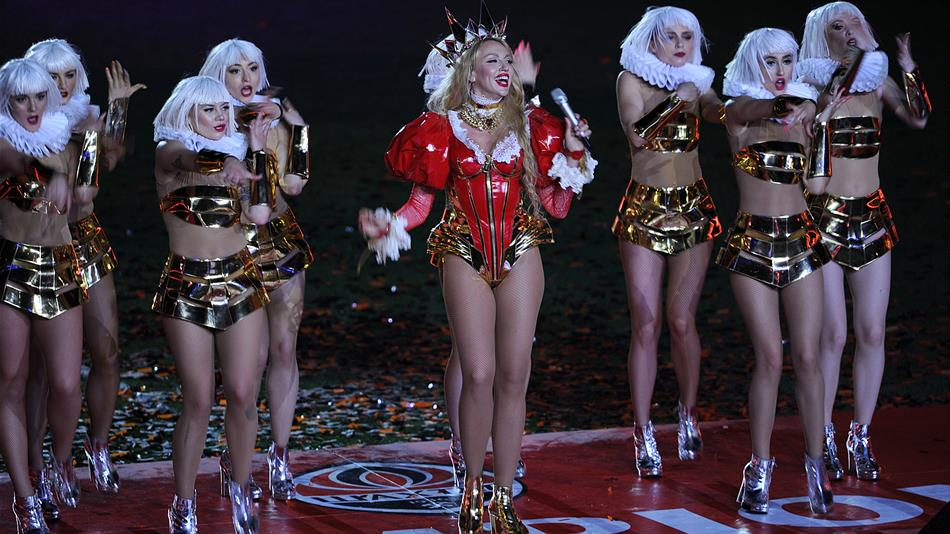
Оля Полякова на концерті «Королева ночі» у 2019 році

| Назва            | Деталі                                                                       |
| ---------------- | ---------------------------------------------------------------------------- |
| «Приходи ко мне» | - Реліз: 23 грудня 2008 - Лейбл: JRC - Формат: CD                            |
| «Шлёпали шлёпки» | - Реліз: 27 січня2017 - Лейбл: Best Music - Формат: CD, цифрове завантаження |
| «Королева ночи»  | - Реліз: 1 лютого 2019 - Лейбл: Best Music - Формат: цифрове завантаження    |

### Сингли
- 2010 «Веб-камера» (радіосингл)
- 2013 «#Шлёпки»
- 2013 «Russian Style»
- 2013 «Люли»
- 2014 «Асталависта, сепаратиста!»
- 2014 «Брошенный котёня»
- 2015 «Любовь-морковь»
- 2015 «Первое лето без него»
- 2016 «О Боже, как больно!»
- 2016 «#Плавочки»
- 2017 «Номер один»
- 2017 «Бывший»
- 2018 «Мама»
- 2018 «Королева Ночи»

## Музичні відео
| Рік  | Кліп                                          | Режисер                        | Альбом                             |
| ---- | --------------------------------------------- | ------------------------------ | ---------------------------------- |
| 2000 | «Так не бывает»                               | Ірина Ковальська               | «Приходи ко мне»                   |
| 2001 | «Мальви»                                      | Ірина Ковальська               | «Приходи ко мне»                   |
| 2001 | «Цілуй мене»                                  | Ірина Ковальська               | «Приходи ко мне»                   |
| 2001 | «Даром дам»                                   | Ірина Ковальська               | «Приходи ко мне»                   |
| 2006 | «Стоп»                                        | невідомо                       | Поза альбомом                      |
| 2007 | «Обними меня» (Чай Вдвоём feat. Оля Полякова) | Олександр Ігудін               | «Белое платье» (альбом Чай Вдвоём) |
| 2008 | «Суперблондинка»                              | Олександр Ігудін               | Поза альбомом                      |
| 2008 | «Мой милый мальчик»                           | Бред Рашінг                    | Поза альбомом                      |
| 2009 | «Love Is…»                                    | Олександр Ігудін               | «Шлёпали Шлёпки»                   |
| 2010 | «90-60-90»                                    | Максим Паперник                | Поза альбомом                      |
| 2010 | «Web-камера»                                  | невідомо                       | Поза альбомом                      |
| 2011 | «Шарик»                                       | Віктор Скуратівський           | Шлёпали Шлёпки                     |
| 2012 | «Мальчикам это нравится»                      | Олена Винярська                | Шлёпали Шлёпки                     |
| 2012 | «Polyakova Style»                             | Олена Винярська                | Шлёпали Шлёпки                     |
| 2013 | «#Шлёпки»                                     | Леонід Колосовський            | Шлёпали Шлёпки                     |
| 2013 | «Люли»                                        | Олена Винярська                | Шлёпали Шлёпки                     |
| 2014 | «Брошенный котёня»                            | Олена Винярська                | Шлёпали Шлёпки                     |
| 2014 | «С Новым Годом!»                              | Олена Винярська                | Поза альбомом                      |
| 2015 | «Любовь-морковь»                              | Олена Винярська                | Шлёпали Шлёпки                     |
| 2015 | «Первое лето без него»                        | Олена Винярська                | Шлёпали Шлёпки                     |
| 2016 | «О Боже, как больно»                          | Алан Бадоєв                    | Шлёпали Шлёпки                     |
| 2017 | «Номер Один»                                  | Олена Винярська                | Поза альбомом                      |
| 2017 | «Бывший»                                      | Дмитро Маніфест; Дмитро Шмурак | Поза альбомом                      |
| 2018 | «Мама»                                        | Оля Полякова                   | Поза альбомом                      |
| 2018 | «Королева Ночи»                               | Дмитро Маніфест; Дмитро Шмурак | «Королева ночи»                    |
| 2019 | «Лёд тронулся»                                | Алан Бадоєв                    | «Королева ночи»                    |
| 2019 | «Эй, секундочку»                              | Дмитро Маніфест; Дмитро Шмурак | Поза альбомом                      |
| 2019 | «Ночная Жрица»                                | Дмитро Маніфест; Дмитро Шмурак | Поза альбомом                      |
| 2021 | «Взрослая девочка»                            | Любомир Левицький              | Поза альбомом                      |
| 2022 | «Все буде добре, Оля»                         | Стас Лысянский                 | Поза альбомом                      |
| 2023 | «Танцюю, як в останній раз»                   | Дмитро Шмурак; Соня Плакидюк   | Поза альбомом                      |
| 2023 | «У твоїх обіймах»                             | Алан Бадоєв                    | Поза альбомом                      |

## Фільмографія

### Кіно
- «Сповідь Дон Жуана» (2007) — епізод
- «Жаркий лід» (2008) — епізод
- «Моя старша сестра» (2008) — перекладачка
- «Свінгери» (2018) — Ілона
- «Я, ти, він, вона» (2018) — пацієнтка
- «Свінгери 2» (2019) — Ілона
- «Зірки за обміном» (2021) — Оля Малякова. Також стала однією з генеральних продюсерок фільму разом з Єгором Олесовим, Михайлом Ясинським та Наталією Юхно[31].

### Телесеріали
- «Кумські байки» (2011) — камео

### Телевізійні шоу
- «Дольчевіта капут!» (Новий канал)[32]
- «Хто проти блондинок?» (Новий канал)
- «Зірка+Зірка» (1+1)
- «Любов і Музика» (MTV Україна)
- «Народна зірка» (ТРК Україна)[33]
- «Превед, декрет» (M1)[34]
- «Богиня шоппинга» (ТЕТ)[35]
- «Хто зверху?» (Новий канал)
- «Вишка» (1+1)
- «Як дві краплі» (ТРК Україна)
- «Ліга Сміху» (1+1)
- «Зоряні яйця» (Новий канал)[36]
- «Танці з зірками» (1+1)
- «Маска» (ТРК Україна)

## Нагороди
- Лавреатка премій Музична платформа, YUNA, M1 Music Awards.
- «Одна з 100 найвпливовіших жінок України» 2020 за версією журналу «Фокус».[37]

| Рік  | Номіновано     | Категорія                       | Нагорода           | Результат | Дж            |
| ---- | -------------- | ------------------------------- | ------------------ | --------- | ------------- |
| 2015 | Оля Полякова   | «Краща співачка»                | M1 Music Awards    | Номінація |               |
| 2016 | Оля Полякова   | «Краща співачка»                | M1 Music Awards    | Номінація |               |
| 2017 | Оля Полякова   | «Краща співачка»                | M1 Music Awards    | Номінація | [ 38 ] [ 39 ] |
| 2017 | Номер один     | «Кліп року»                     | M1 Music Awards    | Номінація | [ 38 ] [ 39 ] |
| 2017 | Номер один     | «Золотий Грамофон»              | M1 Music Awards    | Перемога  | [ 38 ] [ 39 ] |
| 2017 | Бывший         | «Найкращий виступ на церемонії» | M1 Music Awards    | Номінація | [ 38 ] [ 39 ] |
| 2018 | Оля Полякова   | «Найкрасивіша жінка»            | Viva! Найкрасивіші | Перемога  | [ 40 ]        |
| 2018 | Оля Полякова   | «Найкраща виконавиця»           | YUNA               |           |               |
| 2018 | Бывший         | «Пісня року»                    | Музична платформа  | Перемога  |               |
| 2019 | Лед тронулся   | «Пісня року»                    | Музична платформа  | Перемога  |               |
| 2019 | Эй, секундочку | «Пісня року»                    | Музична платформа  | Перемога  |               |